# The Lancet
The Lancet é uma revista científica sobre medicina e com revisão por pares que é publicada semanalmente. É uma das mais antigas e conhecidas revistas médicas  do mundo e descrita como uma das mais prestigiadas.  Entretanto, tornou-se muito conhecida do público leigo por haver publicado um artigo com bases científicas falseadas que relacionava o autismo à vacina tríplice viral, cuja retratação levou doze anos para ser feita e contribuiu para o surgimento de grupos antivacinas.
É publicada pela Elsevier no Reino Unido pelo Lancet Publishing Group. O periódico foi fundado em 1823 pelo cirurgião e membro do parlamento inglês Thomas Wakley (1795 - 1862), que manteve-se como editor até a velhice, auxiliado e sucedido por um de seus filhos. Foi classificado como um "periódico de alto impacto" pelo Superfund Research Program.
Sua sede principal fica na rua London Wall, 125, Londres, Inglaterra, mas a revista tem filiais também nos Estados Unidos e na China.

## História

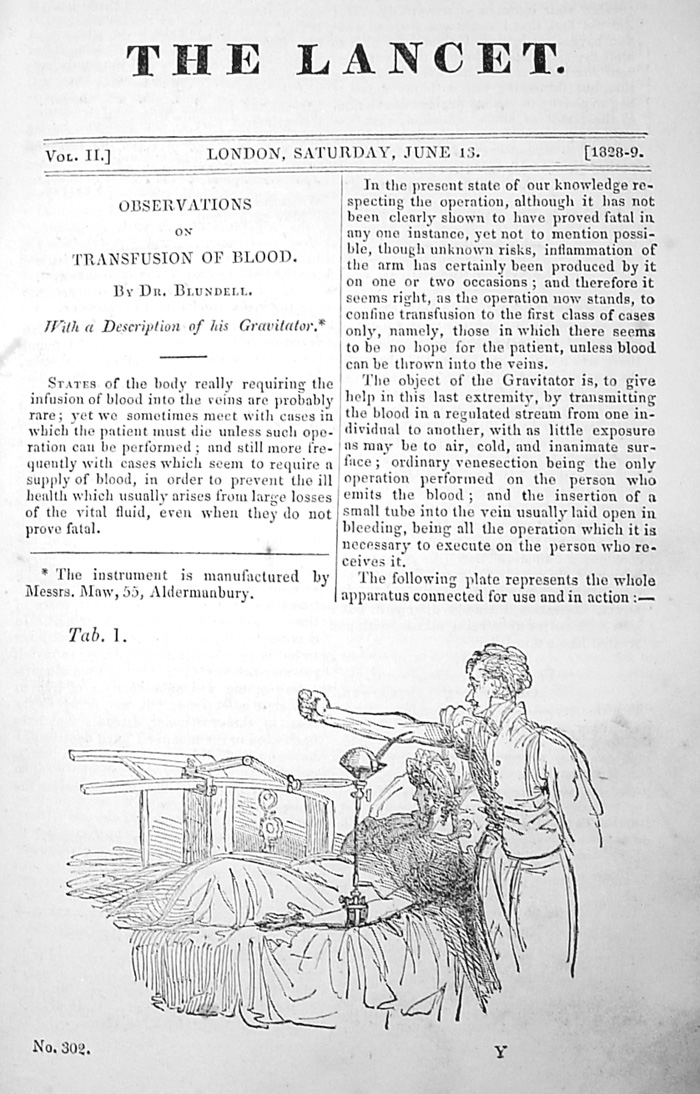
Artigo sobre transfusão de sangue (1828)

Segundo a própria revista, a "The Lancet começou como uma publicação médica semanal, independente e internacional, fundada em 1823 por Thomas Wakley. Desde sua primeira edição (5 de outubro de 1823), a revista tem se empenhado em tornar a ciência amplamente disponível para que a medicina possa servir e transformar a sociedade e impactar positivamente a vida das pessoas. Nos últimos dois séculos,  procurou abordar tópicos urgentes em nossa sociedade, iniciar debates, colocar a ciência em contexto e influenciar os que toma decisão em todo o mundo. Evoluiu como uma família de periódicos em Saúde Infantil e Adolescente, Diabetes e Endocrinologia, Saúde Digital, Gastroenterologia e Hepatologia, Saúde Global, Hematologia, HIV, Doenças Infecciosas, Neurologia, Oncologia, Saúde Planetária, Psiquiatria, Saúde Pública, Respiratória Medicina, Biomedicina, Clínica Médica".

## Visão
"A medicina deve servir à sociedade, o conhecimento deve transformar a sociedade e a melhor ciência deve levar a uma vida melhor".

## Prêmios e destaques

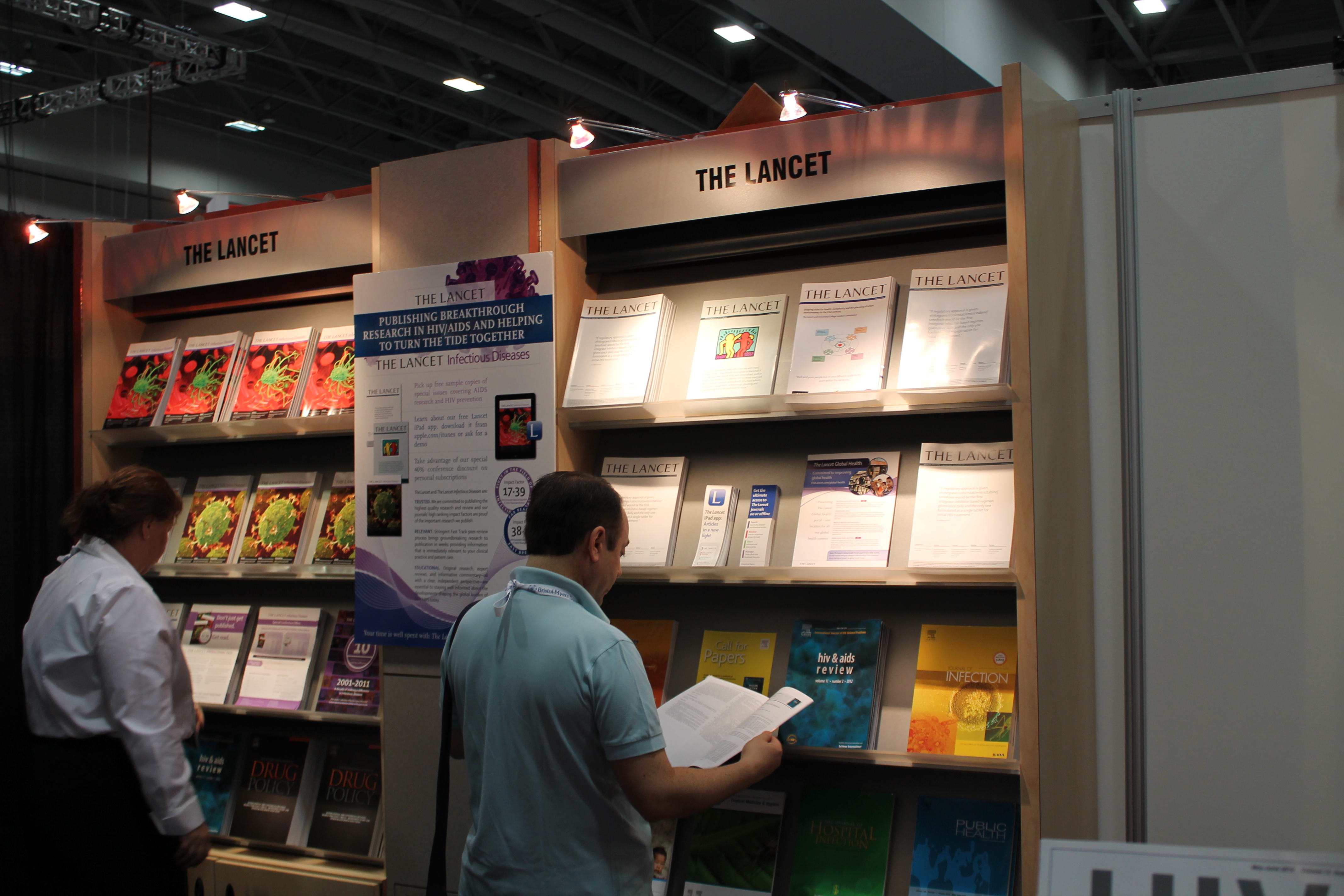
Exposição da revista durante a International AIDS Conference em 2012

Segundo o ranking Scimago de 2019, a revista The Lancet possui um fator H de 747 (747 artigos com 747 ou mais citações), sendo o segundo fator H mais alto entre todas as publicações sobre medicina, e o quinto fator H mais alto entre publicações de qualquer área.

## Publicação de pesquisas falseadas
A Lancet envolveu-se em casos de publicação de artigos com premissas falsas que alimentaram situações de risco à saúde pública e negação de eficácia comprovada de vacinas ou dando falsa eficácia a remédio contra o SARS-CoV-2.

### Falácia da vacina como causa de autismo
O ex-médico inglês Andrew Wakefield publicou em suas páginas um artigo onde relacionava a vacina tríplice viral (contra caxumba, sarampo e rubéola) ao aumento dos casos de autismo; além das informações falseadas, o médico era dono de uma vacina concorrente e omitiu seu interesse em desacreditar o imunizante. A revista levou doze anos para se desmentir, numa breve nota publicada em 2 de fevereiro de 2010. Hélio Schwartsman declarou, então: "A retratação é extemporânea. O texto de Wakefield, que gerou um volume inédito (e desnecessário) de pesquisas com o objetivo de provar a segurança das vacinas, já havia há muito caído em descrédito"; ele ainda lembrou que, com a diminuição da vacinação provocada pela mentira nos Estados Unidos e Reino Unido, os casos de autismo não sofreram nenhuma queda. O das doenças que as vacinas protegiam, por outro lado, aumentaram.